# ضریب وانت‌هوف
ضریب وانت‌هوف i (به انگلیسی: Van't Hoff Factor) (نامگذاری شده براساس نام شیمی‌دان هلندی: فان'ت هوف)، کمیتی است جهت بیان اثر حل شونده روی خواص جمعی چون فشار اسمزی، پایین آوردن نسبی فشار بخار، بالا رفتن نقطه جوش و کاهش نقطه انجماد. ضریب وانت‌هوف، نسبت بین غلظت واقعی ذرات تولید شده هنگام حل شدن ماده در حلال، به غلظت ماده براساس محاسبات جرمی‌اش می باشد. برای بسیاری از حل‌شوندگان غیر-الکترولیتی در آب، ضریب وانت‌هوف اساساً برابر 1 است. برای بسیاری از ترکیبات یونی حل شده در آب، ضریب وانت‌هوف برابر تعداد یون‌های گسسته، برحسب واحد فرمولی (یعنی فرمول تجربی شیمیایی، یعنی نسبت یون‌ها...) ماده است. این توصیف، فقط برای محلول‌های ایده‌آل صحیح است، چرا که اغلب در محلول، یون‌ها به صور جفت-جفت در می آیند. در یک لحظه دلخواه، درصد کمی از یون‌ها به صورت جفت شده بوده، و لذا به عنوان یک ذره واحد در نظر گرفته می شوند. جفت‌شدگی یون‌ها، تا حدی در تمام محلول‌های الکترولیتی بوجود می آید. این موجب می شود که ضریب وانت‌هوف اندازه‌گیری شده، کمتر از مقدار پیش‌بینی شده آن برای یک محلول ایده‌آل باشد. انحراف ضریب وانت‌هوف، زمانی به مقدار بیشینه خود میل پیدا می کند که یون‌ها دارای بارهای چندگانه باشند.
ضریب وانت‌هوف به صورت زیر محاسبه می گردد:
{\displaystyle i=1+\alpha (n-1)}
که در این رابطه {\displaystyle i} ضریب وانتهف،{\displaystyle \alpha } ضریب تفکیک ماده حل شده و {\displaystyle n} عبارت است از تعداد ذرات به وجود آمده از فرایند تفکیک.
به عنوان مثال ضریب وانت‌هوف را برای تفکیک پتاسیم کلرید به دست می آوریم:
KCl  K+ + Cl-
در این واکنش {\displaystyle n=2} در نتیجه ضریب وانتهف به صورت زیر محاسبه می شود:
{\displaystyle i=1+\alpha }

## همچنین ببینید
- خواص کولیگاتیو
- فعالیت
- محلول
- قانون رائول
- معادله وانت هوف
- تفکیک (شیمی)
- اسمز